# Новошилово
Новошилово — село в Новосибирском районе Новосибирской области России. Входит в состав Ярковского сельсовета.

## География
Площадь села — 94 гектаров.

## История
В 1976 г. Указом Президиума ВС РСФСР посёлок центральной усадьбы совхоза «Шиловский» переименован в село Новошилово.

## Население
| 2002 | 2007 | 2010 |
| ---- | ---- | ---- |
| 731  | ↗840 | ↘772 |

## Инфраструктура
В селе по данным на 2007 год функционируют 1 учреждение здравоохранения и 2 учреждения образования.